# 阿馬納 (愛荷華州人口普查指定地區)
阿馬納（英語：Amana）是位於美國愛荷華州愛荷華縣的一個人口普查指定地區。

## 人口
根據2010年美國人口普查的數據，阿馬納的面積為2.92平方千米，當中陸地面積為2.92平方千米，而水域面積為0.00平方千米。當地共有人口442人，而人口密度為每平方千米151.37人。